# Bart the Daredevil
«Bart the Daredevil» (с англ. — «Барт — сорвиголова») — восьмая серия второго сезона мультсериала «Симпсоны». Впервые вышла 6 декабря 1990 года на телеканале «Fox».

## Сюжет
Гомер в таверне Мо, а Барт — дома, смотрят реслинг, борьбу «Распутина, Дружелюбного Русского» с «Профессором Борном Барнаборном». Оба искренне верят в то, что на экране идёт настоящая драка, хотя Лиза и говорит брату, что в рестлинге всё отрепетировано заранее. Оба видят на экране рекламу: в ближайшую субботу в Спрингфилде ожидается экстремальный автоаттракцион «Тракозавр». Пропустить такое шоу они не могут, но в субботу Лиза выступает в составе школьного оркестра и хочет видеть всю семью в зале. Тогда Симпсоны решают успеть в оба места, по пути они обгоняют такси, в котором едет Мерфи Кровавые Дёсны. В итоге, они успевают на аттракцион, хотя и с трудом.
Возле стадиона нет свободной парковки, и Гомер въезжает в незнакомые ворота в поисках места. Оказывается, что он въехал на арену стадиона, где на них по ошибке нападает механическое чудовище — «Тракозавр» и полностью сминает автомобиль. Все члены семьи живы и здоровы, но машина в ужасном состоянии. В качестве компенсации Симпсоны получают чек, шампанское и билеты на экстремальное шоу. Специальный гость этого шоу — Капитан Лэнс Мердок. Он совершает удивительный трюк: успешно перепрыгивает на мотоцикле через бассейн с акулами, электрическими угрями, пираньями, аллигаторами и свирепым львом. Но в конце, работая на публику, Мердок случайно падает в бассейн и его увозят в больницу с многочисленными травмами.
Трюк Мердока вдохновил Барта, и теперь он хочет заниматься экстремальным спортом. Первая попытка проходит неудачно и мальчик попадает в больницу с незначительными ушибами. Чтобы отговорить Барта от стремления рисковать жизнью, доктор Хибберт ведёт его в палату, где в состоянии разной степени тяжести лежат такие же экстремалы, пытавшиеся имитировать трюки, увиденные по телевизору. Но Барта этим не остановишь. Тем более, что загипсованный Лэнс Мердок подстрекает его к риску. Барт решает перепрыгнуть на скейте через Спрингфилдское ущелье, а семья пытается его отговорить. Родители и увещевают, и приказывают, и наказывают, и пытаются поговорить по душам, но на Барта ничего не действует. Тогда Гомер решает прыгнуть через ущелье сам, чтобы показать сыну, каково это — смотреть на то, как член семьи рискует собой. Барт мирится с Гомером и обещает никогда больше не рисковать собой, но скейт под Гомером уже не остановить. Он падает на дно ущелья, и его вытаскивают на вертолёте, но машина скорой помощи врезается в дерево, и носилки с Гомером снова оказываются в ущелье. После двух мучительнейших падений он оказывается в одной палате с Мердоком и говорит ему: «Если ты такой крутой, попробуй вырастить моих детей».

## Культурные отсылки
- Русский рестлер «Распутин, Дружелюбный Русский» — отсылка к Григорию Распутину[1].
- Школьный оркестр исполняет неоконченную симфонию Шуберта и Торжественную увертюру «1812 год» Чайковского.
- «Тракозавр» — пародия на известного механического монстра «Робозавра»[2].